# Julio Trigo
Julio Trigo López (1925 – 1953) fue un combatiente revolucionario cubano. Fundador del Partido Ortodoxo en Calabazar, integró el movimiento 26 de julio y participó del asalto al Cuartel Moncada junto a Fidel Castro. 

## Inicios
Nació el 27 de mayo de 1925 en la Clínica La Balear, de San Miguel del Padrón, Ciudad de La Habana. De origen muy humilde. Sus padres fueron inmigrantes españoles naturales de Galicia. En Cuba formaron un modesto hogar en la calle Escobar, en La Habana, que pronto fue completado con el nacimiento de dos hijos varones: Julio, el mayor, y Pedro tres años después. Fue una familia de escasos recursos económicos. El padre trabajó inicialmente como chofer de alquiler y la madre como sirvienta de familias adineradas.

## Infancia y juventud
La salud de su madre Francisca López Sánchez como consecuencia de su segundo parto, quedó seriamente quebrantada. Los médicos recomendaron el regreso temporal a España con el fin de lograr su restablecimiento; Servando Trigo Rouco logró en 1930, a costa de grandes sacrificios, reunir lo suficiente para enviar a su esposa e hijos un a tiempo a Miñotos, una pequeña aldea del municipio de Vivero, en la provincia gallega de Lugo.
Fue un duro período para la familia de Julio Trigo. Por razones también económicas, la estancia debió prolongarse. En Galicia la madre tuvo que dedicarse a rudas faenas agrícolas. Julio asistió allí por primera vez a la escuela pero a pesar de su corta edad, tuvo que compartir algunas de las tareas del campo que garantizaban la subsistencia familiar. En Cuba, por otra parte, el padre estaba señalado políticamente, por haber salvado de un atentado a Salvador Menéndez Villoch, quien luego sería figura política del autenticismo pero que a la razón se encontraba entre los colaboradores del dirigente revolucionario Antonio Guiteras en su lucha contra la tiranía de Gerardo Machado. 
Todo ello propició que la permanencia de Julio Trigo junto a su madre y hermanos se extendiera a seis años y el regreso no pudiera efectuarse hasta fines del año 1936. Ya declarada la guerra civil española lograron regresar a Cuba desde el puerto de La Coruña, debido a gestiones que realizó el padre. Una vez reunidos comenzó un período de intensa vinculación de los hijos con su padre; además de fortalecerse las relaciones afectivas, Julio y su hermano Pedro participaron de las inquietudes políticas de aquel. Con el padre tomaron parte en colectas a favor de la república española, a través de la Casa de Cultura Española de La Habana; de quien oyeron, desde muy pequeños, calificar de sanguinario a Fulgencio Batista y acusarlo de haber sido el asesino de Guiteras. 
La familia residía por aquel entonces en la finca El Molino, en Calabazar, La Habana, donde ambos hermanos asistieron a la escuela pública. Julio se destacó como estudiante. En 1938, a menos de dos años del regreso de España, el padre perdió la vida cuando intentaba salvar la de un compañero de trabajo. A partir de entonces, la madre luchó sola por la supervivencia y educación de sus hijos. Pidió ayuda a Menéndez Villoch, quien consiguió una beca para Pedro. Su madre, consideró que debía ser Julio quien debía encabezar en su momento la familia.
En la Escuela Nacional Masónica, en la llamada Casa de los Niños, sita en la antigua Calzada de Bejucal, Julio terminó la enseñanza media hasta octavo grado. Desafortunadamente no pudo estudiar bachillerato como quería para después cursar la carrera de Farmacia, pues tuvo que comenzar a trabajar para hacerle frente a las necesidades del hogar. Inicialmente Julio trabajó como mensajero en la farmacia de Calabazar, y poco después fue dependiente. Las funciones inherentes a esa plaza en aquellos tiempos, incluía preparar fórmulas y poner inyecciones. Aproximadamente dos años más tarde pudo colocarse en la fábrica de tejidos capitalinos más conocida por tedeca de reparto la esperanza cerca a calabazar, donde se le presentó por primera vez a los 17 años, una hemotisis que provocó su ingreso en el antiguo sanatorio La Esperanza, centro hospitalario que actualmente lleva su nombre.
Se le inició tratamiento antituberculoso pero después fue detectado que una afección bronquial congénita era la que le producía la hemoptisis. Era operable, pero al planteársele que corría un alto riesgo de perder la voz, desistió de la operación. Durante el tiempo que permaneció en el sanatorio, donde los pacientes carecían de recursos elementales como alimentación adecuada y medicinas, Julio pudo identificarse con las necesidades de los enfermos, muy pobres en su absoluta mayoría, y tomó decisiones que afectarían el curso ulterior de su vida. 
Cuando fue dado de alta, utilizó relaciones que conservaba desde su época en la farmacia de Calabazar y consiguió a precios de costo en algunos laboratorios, medicinas que el Estado debía hacer llegar pero no suministraba a los pacientes. Obtuvo la autorización para venderlas dentro del propio sanatorio a precios extremadamente bajos. En muchas oportunidades las hizo llegar gratuitamente a los carentes de recursos. Fue durante esta etapa de visitas al sanatorio que conoció a una joven, Clara Rosa Herrera, ingresada allí, con quien inició un noviazgo que la muerte de Julio dejaría trunco.
Al quedar cercados por los soldados del ejército y sin parque suficiente para continuar el combate, fueron apresados y trasladados por la posta 4 hacia el Moncada donde minutos más tarde fue torturado hasta la muerte. Contaba con 28 años de edad.